# Orlești
Orlești è un comune della Romania di 3 298 abitanti, ubicato nel distretto di Vâlcea, nella regione storica dell'Oltenia. 
Il comune è formato dall'unione di 5 villaggi: Aurești, Orlești, Procopoaia, Scaioși, Silea.